# عبد الله شريدة
عبد الله شريدة (21 مايو 1991) لاعب كرة قدم بحريني يلعب حاليا لصالح نادي الدرجة الأولى الرفاع الشرقي البحريني في مركز الوسط المحوري من 2009.

## الإنجازات
- كأس ملك البحرين (1): 2014